# Komló (település)
Komló (németül: Kumlau, horvátul: Komlov) város Baranya vármegye északi részén, a Komlói járás központja. A megyeszékhely után a megye második legnépesebb települése. A település egy századon át szénbányászatáról volt nevezetes; bányakincseinek köszönhetően a szocialista időkben erőteljesen fejlesztették, 1951-ben nyilvánították várossá. Mára Észak-Baranya meghatározó gazdasági, közigazgatási, kulturális és egészségügyi központja. Hozzá tartozik Sikonda üdülőfalu, 1954 óta Kisbattyán, Mecsekfalu és Mecsekjánosi, 1958 és 1992 között pedig Mánfa is a része volt Pécsbudafával együtt.

## Városrészei
- Anna-akna
- Béketelep
- Belváros
- Béta-akna
- Cseresznyák (Cseresznyeág)
- Dávidföld
- Gadány
- Gesztenyés
- Hármas-akna
- Határtető
- Kakastelep
- Kenderföld
- Kisbattyán
- Kossuth-akna
- Kökönyös
- Körtvélyes
- Majális tér
- Mecsekfalu
- Mecsekjánosi
- Mecsekjánosi-puszta
- Sikonda
- Somág-tető
- Szent Imre-telep
- Szilvás
- Újtelep
- Zobák-akna
- Zobákpuszta

## Története
A Mecsek és a Baranyai-Hegyhát határán elhelyezkedő Komló Árpád-kori eredetű település. Nevét az oklevelek 1256-ban említették először Villa Complov alakban írva. 1312-ben Cumplow, 1320-ban Kemle, 1321-ben Komlod, 1329-ben Komlou, 1332–1335 között Konlod, Komlod, Cumulod változatokban írták nevét.
Komló a pécsváradi apátság falvai közé tartozott. Az oklevelek 1256-ban, majd 1329-ben a Tolna vármegyei Jánosival határos településként írták le. 1312-ben és 1320-ban már említették papját is, aki a pápai tizedjegyzék szerint 1333-ban 30, 1334-ben 10, 1335-ben 20 báni pápai tizedet fizetett.
A 20. század elején Baranya vármegye Hegyháti járásához tartozott.
1910-ben 1513 lakosa volt, melyből 1002 magyar, 462 német, 40 cigány volt. Ebből 1449 római katolikus, 29 evangélikus, 19 izraelita volt.
1951-ben kapott városi rangot, 1954-ben hozzá csatolták Kisbattyánt, Mecsekfalut (melynek neve 1928-ig Szopok volt) és Mecsekjánosit, majd 1954-ben Mánfát, mely azonban 1992-ben ismét önálló községgé alakult.
2001-ben 27 081 lakosából 26 294 magyar, 419 cigány, 289 német, 29 horvát, 18 román, 6 ukrán, 6 lengyel, 5 szerb, 5 szlovák, 5 szlovén és 5 görög volt.
A város mai népessége gyors ütemben fogy, elsősorban a kevés munkalehetőség miatt. Míg az 1990-es években még harmincegyezren éltek Komlón, az 2009-ben 25 881, 2015-ben 23 604, 2024-ben a névjegyzékben szereplő polgárok száma 19 679 volt.  ( A valós lakosság száma ettől eltérhet ! )
A Pécsi Tudomány Egyetem Klinikai Központ Komlói korházában fokozatos részleg bezárások vannak, és ezeknek a részlegeknek az ellátását Pécsre delegálnák. Jelenlegi helyzet a komlói egészségügyi ellátásban folyamatos csökkenésnek indult. 2023.Szeptember.1.-től városi ügyelet is a korházba került .

## Ipar
A feketekőszén mélyműveléses bányászata 1892-ben három tárnában kezdődött el. 1898-tól működött az első függőleges akna. 1952-ben indult meg az intenzív kitermelés a Dunaújvárosban 1954-ben átadott Dunai Vasmű számára. Az első szénvonat 1956 májusában közlekedett a két város között. A bányászati tevékenység 2000. január 31-én állt le. Következményeként a városban megnövekedett a munkanélküliség aránya ami jelenleg is tovább növekedik.
Az egykor virágzó bányászat emlékét egy 2014-ben felállított emlékhely őrzi a városi múzeum mögött.
A vasútállomás közelében a szénosztályozó és teherpályaudvar, továbbá a bányavasúti pályaudvar (Komló-Teher és Kossuth-Bányaüzem Altáró pályaudvar) 1952-2000 között üzemelt. 2005-re elbontották. A helyén ipari park épült.

## Nevezetességei
- Komlóverzum Látogatóközpont, Városi Könyvtár és Muzeális Gyűjtemény[8]
- 13. századi gótikus (Hasmányi templom) templom romjai
- Komlosaurus carbonis - Magyarország első dinoszaurusz-lelete, mely Komlóról és az itt bányászott kőszénről kapta a nevét és 2019-ben az év ősmaradványának is megválasztották.
- A város központjában elhelyezkedő hőerőmű gőzkürtje napi négy alkalommal hangjelet ad, amely a bányászkodás élő emléke, hiszen a kürtjelek 6, 14 és 22 órakor, vagyis a bánya hajdani műszakváltásainak idején szólalnak meg és délben. A kürtjel (az ún. "fújás"), az erőmű fekvésénél fogva a város legtávolabbi pontjaiban is hallható.
- Kodály Zoltán a (ma már a zeneszerző nevét viselő) komlói belvárosi iskolának ajánlotta Harasztosi legénynek című gyermekkari művét.
- A városban forgatták Mészáros Gyula Az ígéret földje című 1961-ben bemutatott filmjét a kor neves színészeinek főszereplésével.

## Közélete

### Polgármesterei
- 1990–1994: Tóth József (független, az SZDSZ támogatásával)[9]
- 1994–1998: Szarka Elemér (Városszépítő Egyesület Komló)[10]
- 1998–2002: Páva Zoltán (MSZP)[11]
- 2002–2006: Páva Zoltán (MSZP)[12]
- 2006–2010: Páva Zoltán (MSZP)[13]
- 2010–2014: Polics József (Fidesz-KDNP)[14]
- 2014–2019: Polics József (Fidesz-KDNP)[15]
- 2019–2024: Polics József (Fidesz-KDNP)[16]
- 2024– : Polics József (Fidesz-KDNP)[1]

### A 2024-es önkormányzati választás eredménye
- A polgármester-választás eredménye[17]

| Jelölt neve          | Jelölő szervezet(ek) | Jelölő szervezet(ek)                                     | Szavazatok száma | Szavazatok aránya |
| -------------------- | -------------------- | -------------------------------------------------------- | ---------------- | ----------------- |
| Polics József        |                      | Fidesz – KDNP                                            | 5295             | 59,92%            |
| Dr. Barbarics Ildikó |                      | Komló Összeköt Egyesület – DK – Jobbik – Momentum – MSZP | 3542             | 40,08%            |
| Összesen             |                      |                                                          | 8837             | 100%              |

- A 2024-es önkormányzati választás eredménye[18]

| Párt | Párt                                                     | Mandátumok | Képviselő-testület | Képviselő-testület | Képviselő-testület | Képviselő-testület | Képviselő-testület | Képviselő-testület | Képviselő-testület | Képviselő-testület | Képviselő-testület | Képviselő-testület | Képviselő-testület | Képviselő-testület | Képviselő-testület |
| ---- | -------------------------------------------------------- | ---------- | ------------------ | ------------------ | ------------------ | ------------------ | ------------------ | ------------------ | ------------------ | ------------------ | ------------------ | ------------------ | ------------------ | ------------------ | ------------------ |
|      | Fidesz – KDNP                                            | 9          | P                  |                    |                    |                    |                    |                    |                    |                    |                    |                    |                    |                    |                    |
|      | Komló Összeköt Egyesület – DK – Jobbik – Momentum – MSZP | 3          |                    |                    |                    |                    |                    |                    |                    |                    |                    |                    |                    |                    |                    |
|      | Mi Hazánk                                                | 1          |                    |                    |                    |                    |                    |                    |                    |                    |                    |                    |                    |                    |                    |

## Demográfia
A település népességének változása:
| Lakosok száma | 24 066 | 23 889 | 22 832 | 22 635 | 22 235 | 21 917 | 21 854 | 21 695 |
|               | 2013   | 2014   | 2018   | 2019   | 2021   | 2022   | 2023   | 2024   |

Etnikumok
A városnak 2007-ben 26 465 lakosa volt. Ebből magyar: 93,4%, cigány: 2,0%, német: 1,9%,horvát: 0,2%, román: 0,1%, ismeretlen nem válaszolt: 6,2%.
A 2011-es népszámlálás során a lakosok 82,4%-a magyarnak, 4,7% cigánynak, 2,8% németnek, 0,3% horvátnak mondta magát (17,5% nem nyilatkozott; a kettős identitások miatt a végösszeg nagyobb lehet 100%-nál). 
2022-ben a lakosság 86,7%-a vallotta magát magyarnak, 3,3% cigánynak, 2,1% németnek, 0,2% horvátnak, 0,1-0,1% görögnek, szerbnek és románnak, 1,8% egyéb, nem hazai nemzetiségűnek (13,2% nem nyilatkozott; a kettős identitások miatt a végösszeg nagyobb lehet 100%-nál). 
Vallás
A 2011-es népszámláláskor a vallási megoszlás a következő volt: római katolikus 30%, református 3,5%, evangélikus 0,8%, görögkatolikus 0,2%, felekezeten kívüli 35,5% (28,5% nem nyilatkozott).
2022-ben vallásuk szerint 23,4% volt római katolikus, 3,3% református, 0,6% evangélikus, 0,2% görög katolikus, 1,6% egyéb keresztény, 0,8% egyéb katolikus, 27,6% felekezeten kívüli (42,3% nem válaszolt).

## Közlekedés
A város Sikonda felőli határában halad el a 66-os főút, amely Pécset és Kaposvárt köti össze. A legfontosabb belső út a városban a 6542-es út, a közigazgatási terület keleti részén és Zobákpuszta városrészen a 6541-es út halad el, Mánfa felé pedig a 6543-as út vezet, amit legutóbb 2012 őszén újítottak fel. Az északnyugati szomszédságában lévő kisebb településekkel és Vásárosdombóval, illetve a 611-es főúttal a 6546-os út köti össze Komlót.
A városon belüli és a helyközi közlekedést is a Volánbusz járatai látják el.
Vasúton a város a MÁV 47-es számú mellékvonalán volt megközelíthető, amely Godisa vasútállomás után ágazik le a Budapest–Pécs-vasútvonalról. A vonalon 2023. augusztus 1-től ideiglenesen szünetel a személyszállítás, bár a teherforgalom megmaradt. A városban a vasútnak két megállási pontja van, Komló vasútállomás és Mecsekjánosi megállóhely, előbbi szomszédságában van a város autóbusz-állomása. A város polgármestere (Polics József) és az Építési és Közlekedési Miniszter (Lázár János) tervei között szerepelt a vasúti szárny visszabontása Komló, Mecsekjánosi vasútállomásig, esetleg egészen Godisa vasútállomásig való megszüntetése. A komlói vasút védelmében petíciós indítványozást, civil megmozdulást kezdeményeztek a vasúti szárny újraindulása érdekében.  
A Volánbusz a 47-es számú Komló-Sásd-Dombóvár vasútvonal kiszolgálásához új modern, korszerű, USB csatlakozással, digitális utastájékoztató rendszerrel felszerelt, légkondicionált EURO6 környezetkímélő besorolású Credobus Econell 12 típusú, hazai gyártású szóló autóbuszait állította forgalomba. Jelenleg 2 órás ütemezett menetrend van érvényben, 50 perces menetidővel. 

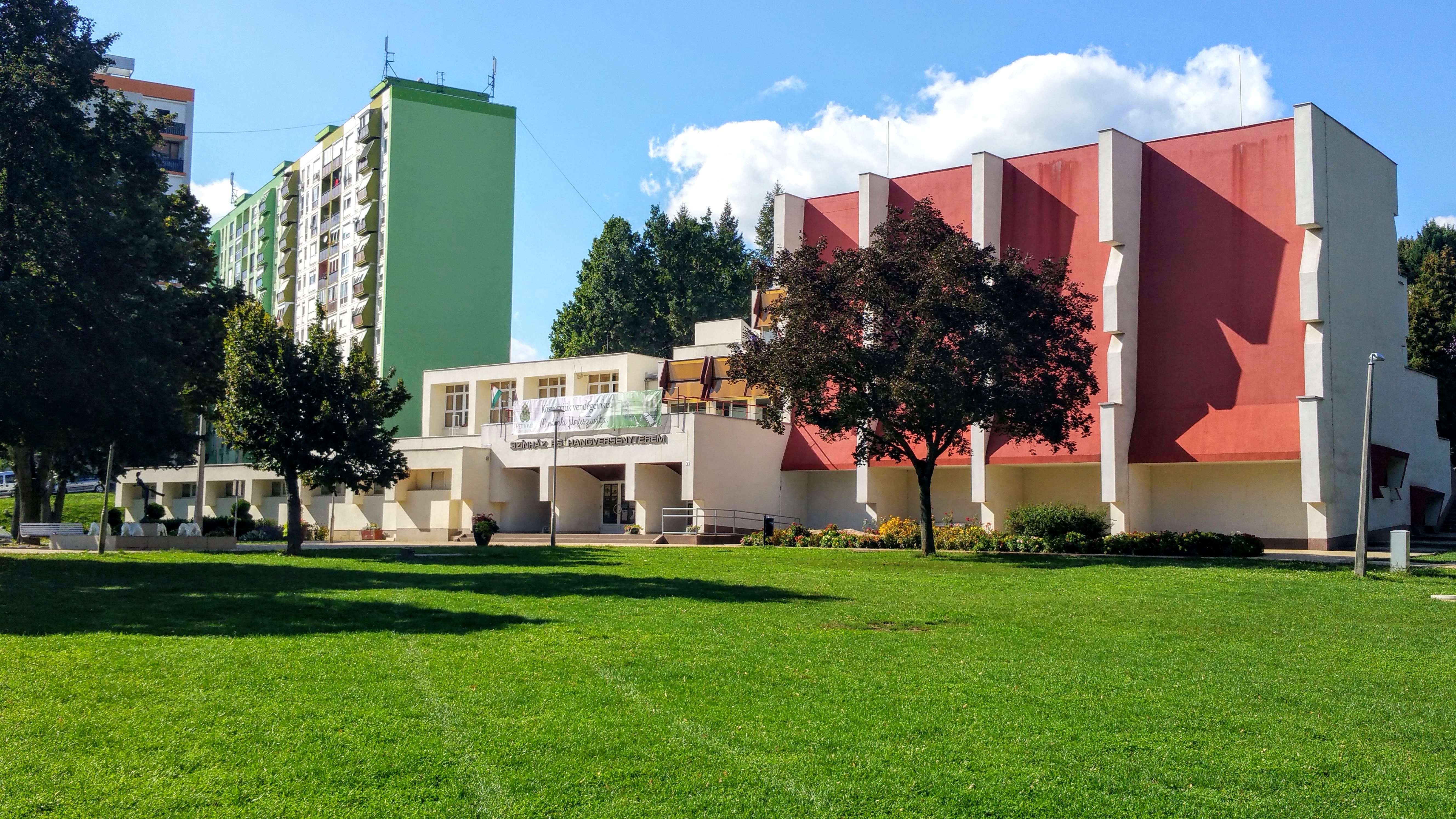
Színház és hangversenyterem

A város közművelődését szolgáló egyik fő intézmény a Komlóverzum Látogatóközpont, Városi Könyvtár és Muzeális Gyűjtemény, amelyben a Komlói Helytörténeti és Természettudományi Gyűjtemény a bányászat fényképekkel, tárgyakkal illusztrált történetének bemutatása mellett Komló város történetét, néprajzát és páratlan természeti környezetét bemutató kiállításaival és gazdag helytörténeti és természettudományi gyűjteményeivel áll a látogatók rendelkezésére. Az intézmény 2024-ben új látogatóközponttal bővült, mely Baranya vármegye rendkívül gazdag őslénytani érdekességeit, valamint a komlói szénbányászat történetét bemutató kiállításokkal, valamint változatos programokkal és rendezvényekkel várja az ide látogatókat.
A Színház- és Hangversenyterem rendre neves színészeket és előadóművészeket lát vendégül, emellett a városi színjátszó-, zenei- és tánccsoportoknak biztosít fellépési lehetőségeket, valamint iskolai rendezvényeknek is kedvelt helyszíne.
A Közösségek Háza szakköröknek, kluboknak, énekkaroknak, kulturális és művészeti csoportoknak biztosít helyet.
A városban szinte folyamatosan megtekinthető valamilyen időszaki művészeti kiállítás, amelynek a Múzeum vagy a Színház ad otthont.
A város rendezvényei közül a legjelentősebbek az 1972 óta kétévente megrendezésre kerülő Kodály Zoltán Nemzetközi Gyermekkórus Fesztivál és a hagyományosan szeptember első hétvégéjén tartott, a hajdani Bányásznapok hagyományait is megőrző Komlói Napok rendezvénysorozat. 
További rendszeres rendezvények: 
- Kolbásztöltő Fesztivál (2011 óta),
- Mindenmás Alternatív Kulturális Fesztivál (2009 óta),
- Európa Nap - Örökség Fesztivál és Nemzetiségi Nap (május 1-én),
- szabadtéri zenés-táncos rendezvények (TópArt a sikondai tószínpadon, Street Arts a Városház téren, Adventi műsorok a Városház téren),
- Szent Borbála napi rendezvénysorozat,
- 2015-ben rendezték meg először a városban, hagyományteremtő céllal a Komlói Amatőr Színházi Találkozót (KASZT),
- 2016 szeptemberétől kerül megrendezésre a Hét Domb Filmfesztivál.

## Közoktatása
Komló városában öt általános iskolában, egy speciális szakiskolában, valamint a Nagy László Gimnáziumban, egy szakközépiskolában és  egy szakiskolában tanulhatnak a város és vonzáskörzete diákjai. Ezen felül az Erkel Ferenc Alapfokú Művészetoktatási Intézmény szolgálja a gyermekek és fiatalok kulturális továbbképzését.

## Sportélete
Komló dokumentálható sportélete 1922-től íródik, amikor is megalakult az első labdarúgócsapat a településen. Mivel a csapat alapítója egy Budapestről Komlóra származott bányatisztviselő volt, aki az MTK csapatában játszott korábban, így a komlói csapat is a kék-fehér színeket kapta. A mai napig ezek a klubszínei a hajdani labdarúgó-egyesület jogutódjának, a Komlói Bányász Sport Klubnak (korábban Komlói Bányász Sport Kör), amely ma a város legnagyobb sportegyesülete. A klub legnagyobb sikereit a most másodosztályú férfi kézilabdázók érték el, akik eddig három alkalommal vívták ki a nemzetközi kupában való indulás jogát (1994 - City Kupa, 2006 - KEK, 2008 - EHF Kupa), a Magyar Kupában a bronzéremre (2006), a bajnokságban pedig az 1994-ben elért 4. helyre lehetnek a legbüszkébbek. A jelenleg a harmadik vonalban játszó labdarúgók múltja is szépen csillog: több évnyi első osztályú szereplés, bajnoki 4. hely (1963), két kupaezüst (1970, 1974) és egy nemzetközi kupaszereplés (KEK, 1970). A női kosárlabdázók az 1992–1993-as szezonban az NB I/B-ben játszottak. A Komlói Bányász férfi asztalitenisz csapata a legmagasabb osztályban (Extra Liga) 2014-ben és 2015-ben is bajnoki bronzérmet szerzett.
Az egyéni sportágak közül kiemelkedő az atlétika: a város eddigi két olimpikonja (Alföldi Andrea /1992/ Czukor Zoltán /2000, 2004, 2008/) a gyaloglók közül került ki. A városban az alábbi sportágak űzhetők szabadidős vagy versenyszerű jelleggel, szervezett keretek között: aikido, amerikai futball, asztalitenisz, atlétika, autó- és motorsport, darts, íjászat, kerékpár (mountain bike és túrakerékpár), kézilabda, kosárlabda, kungfu, kyokushin karate, labdarúgás, lovassport, ökölvívás, sakk, sportaerobik, sporthorgászat, szektorlabda, teke, tenisz, természetjárás, triatlon, úszás, vívás, vízilabda.
A város legnagyobb sportlétesítménye a részben felújított, részben felújításra szoruló Komlói Bányász Sporttelep, amely gyönyörű természeti környezetben helyezkedik el a város szélén. Megtalálható benne egy 10 ezer néző befogadására alkalmas labdarúgó-stadion, egy füves, egy műfüves és egy salakos edzőpálya, sportcsarnok, futófolyosó és tekepálya. A város szívében helyezkedik el a Sportközpont, ezerfős lelátójú csarnokkal és 33 méteres medencehosszúságú tanuszodával. Fentieken kívül kisebb sporttermek és iskolai tornatermek szolgálják a sportolni vágyókat, amelyek közül kiemelkedik a Gagarin Általános Iskola 2010-ben átadott, 40x20 méteres küzdőterű, modern csarnoka. Mecsekjánosi településrészen található meg a Dirtpark, amely a motokrossz, enduro, hegyikerékpár, off road, és quad műfajok kedvelőinek nyújt korszerű edzési és versenyzési lehetőséget.
Tovább színesíti a város sportéletét, hogy 2012-2016-ig Komlón játszotta hazai mérkőzéseit a PINKK-Pécsi 424 női kosárlabdacsapata, amely első komlói idényében bajnoki bronzérmet, a másodikban bajnoki címet, a harmadikban kupabronzérmet, a negyedikben bajnoki- és kupabronzot szerzett.
A város válogatott mérkőzéseknek is otthont adott már. 1994. január 5-én a magyar férfi kézilabda válogatott Komlón vívta ki az Eb-részvételt a szlovénok ellen (18-15), 1997. szeptember 17-én pedig a női labdarúgó válogatott a Bányász stadionban múlta felül 10-0 arányban Bosznia-Hercegovina csapatát, világbajnoki selejtezőn.

## Neves személyek
Komlón született, Komlón élő, vagy életük egy részében Komlón élt neves személyek
- Alvics Gyula, olimpiai 5. helyezett ökölvívó (a Komlói Bányász volt sportolója)
- Árgyelán György, fotográfus
- Babina Éva, porcelánfestő
- Bachman Zoltán, Kossuth-, Ybl- és Prima Primissima díjas építész
- Bartha László, utánpótlás válogatott labdarúgó
- Bérczesi Róbert, zenész, dalszerző (BlaBla, Hiperkarma, Biorobot)
- Bugyik György, bokszoló, kickbox amatőr és profi Európa-bajnok, világkupagyőztes
- Czukor Zoltán, gyalogló, háromszoros olimpikon (2000, 2004, 2008)
- Dénes Gizella (1897–1975) írónő
- Farkas Gábor, türelemüveg készítő
- Ferenczy András, énekes
- Füzesi József (Komló, 1966. július 21. −) festőművész
- Garami József labdarúgóedző, volt szövetségi kapitány (a Komlói Bányász volt sportolója)
- Gábor Jenő Dzsingisz (1940-) volt holland mezőgazdasági államtitkár másfél évig Komlón járt gimnáziumba
- Glázer István, zeneszerző és szövegíró, a népszerű egykori Piros Gőzmozdony zenekar alapítója.
- Glöckler Oszvald, a Nemzetközi Atomenergia-ügynökség egyik vezető munkatársa.
- Gógl Árpád dr., orvos, volt egészségügyi miniszter (1998–2000)
- Gyöngyösi Zoltán, fuvolaművész
- Győri János, kétszeres magyar válogatott labdarúgó (2001–2002)
- Hasznos Miklós, a KDNP alelnöke, majd a Jobbik politikusa (fiatalon Komlón dolgozott)
- Haui József, grafikus, a Magyar népmesék, a Vízipók-Csodapók, a Kérem a következőt! sorozatok alkotója
- Ilka Gábor, ,
- Jegenyés János (Komló, 1946. október 31. - Pécs, 2008. augusztus 6.) Ferenczy Noémi-díjas üvegtervező iparművész
- Jovánovics László roma származású magyar festőművész (1973-)
- Karádi Judit magyar színésznő
- Kárpáti Gábor (Komló, 1943. december 19.) régész
- Király Csaba, zongora- és orgonaművész
- Korcsmár Zsolt, U20 világbajnoki bronzérmes (2009) és U19 Európa-bajnoki bronzérmes labdarúgó (2008)
- Kutnyánszky József, Komló hajdani jegyzője, a Mecseki Szénbányák főtisztviselője és a Komlói Múzeum alapítója, Komló történeti és természeti értékeinek legelkötelezettebb gyűjtője és megmentője
- Lantos Mihály, olimpiai bajnok, világbajnoki ezüstérmes labdarúgó (1968-75 a Komlói Bányász SK edzője)
- Leirer Tímea rádiós műsorvezető
- Lővei Attila, autóversenyző
- Megyeri Ferenc, punk énekes és zenész, a Hétköznapi Csalódások frontembere
- Mester Ferenc, Rap, Hip-Hop énekes, az egykori Critical Points zenekar alapítója.
- Moldova György író (Komlón dolgozott, majd 1971-ben Komlóról írt könyvet)
- Mózes Balázs, színművész
- Papp Attila (1961-) a Cs.Í.T. nevezetű baranyaiak által ismertebb és szeretett rockegyüttes frontembere és énekese
- Orsós Teréz (1956–2021) magyar-cigány grafikus- és festőművész.
- Ráczné Kalányos Gyöngyi (1965-) magyar-cigány grafikus és festőművész
- Rejtőné Alföldi Andrea, gyalogló olimpikon (1992)
- Rózsaszín Pittbull zenekar
- Sárkány Kázmér operaénekes
- Szalayné Sándor Erzsébet, az alapvető jogok országgyűlési biztosának helyettese (2013-)
- Takács Péter, festő és rajztanár
- Tibai Gyöngyi, költő és képzőművész
- Tóth Ferenc (1928–2025) Liszt-díjas karnagy

## Testvérvárosai
- Éragny (Val-d’Oise),  Franciaország
- Neckartenzlingen,  Németország
- Belényes (Beiuş),  Románia
- Valpó (Valpovo),  Horvátország
- Torrice,  Olaszország
- Piriatin,  Ukrajna